# Mater dolorosa (film, 1932)
Pour les articles homonymes, voir Mater dolorosa (homonymie).
Pour plus de détails, voir Fiche technique et Distribution.
Mater dolorosa est un film français réalisé par Abel Gance, sorti en 1932. Le réalisateur en avait réalisé une première version en 1917 qui avait eu un grand succès.

## Fiche technique
- Titre français : Mater dolorosa
- Réalisation : Abel Gance
- Scénario : Abel Gance
- Photographie : Roger Hubert et Georges Lucas
- Pays d'origine : France
- Format : Noir et blanc - 1,37:1 - Mono
- Date de sortie : 1932
- Affiche : Roland Coudon (France)

## Distribution
- Antonin Artaud
- Gaston Dubosc
- Alice Dufrêne
- Samson Fainsilber
- Jean Galland
- Line Noro
- Jean Servais
- Gaby Triquet